# Chalaua
Chalaua ou Chalaúa é um posto administrativo do distrito de Moma, na Província de Nampula, em Moçambique, situado aproximadamente a 80 km a norte da sede do distrito, estando dividido em quatro localidades: Chalaua, Nailocone, Namiwi e Piqueira.
Em 2012, o posto administrativo tinha uma população de 87 075 habitantes.
Sendo um posto militar português quando deflagrou a Primeira Guerra Mundial, Chalaua foi ocupada, em finais de Julho de 1918 e durante alguns meses pelas forças alemães que marchavam para Angoche.
Em termos de transportes, Chalaua é atravessada pela estrada Regional R680 que a liga a Moma e a Murrupula e está lgada à vizinha vila de Nametil pela R683.
Chalaua possui recursos minerais como ouro e pedras semipreciosas, que são exploradas maioritariamente de forma ilegal, o que cria problemas socias derivados de acidentes e absentismo escolar.